# Brucea
Brucea is een geslacht uit de hemelboomfamilie (Simaroubaceae). De soorten komen voor in tropisch Afrika en Azië.

## Soorten (selectie)
- Brucea antidysenterica J.F.Mill.
- Brucea bruceadelpha (Noot.) Kosterm.
- Brucea erythraeae Chiov.
- Brucea guineensis G.Don
- Brucea javanica (L.) Merr.
- Brucea macrocarpa Stannard
- Brucea mollis Wall. ex Kurz
- Brucea tenuifolia Engl.
- Brucea tonkinensis (Lecomte) Gagnep.
- Brucea trichotoma Spreng.

... · 
Ailanthus · 
Brucea · 
Quassia · 
Simarouba · 
...